# Bilbaos flygplats
Bilbaos flygplats (IATA: BIO, ICAO: LEBB) (baskiska: Bilboko aireportua, spanska: Aeropuerto de Bilbao) är en mindre internationell flygplats belägen 9 km norr om Bilbao i den autonoma regionen Baskien. Den ligger i kommunen Loiu.